# Calloway County
Calloway County is een county in de Amerikaanse staat Kentucky.
De county heeft een landoppervlakte van 1.000 km² en telt 34.177 inwoners (volkstelling 2000). De hoofdplaats is Murray.

## Foto's

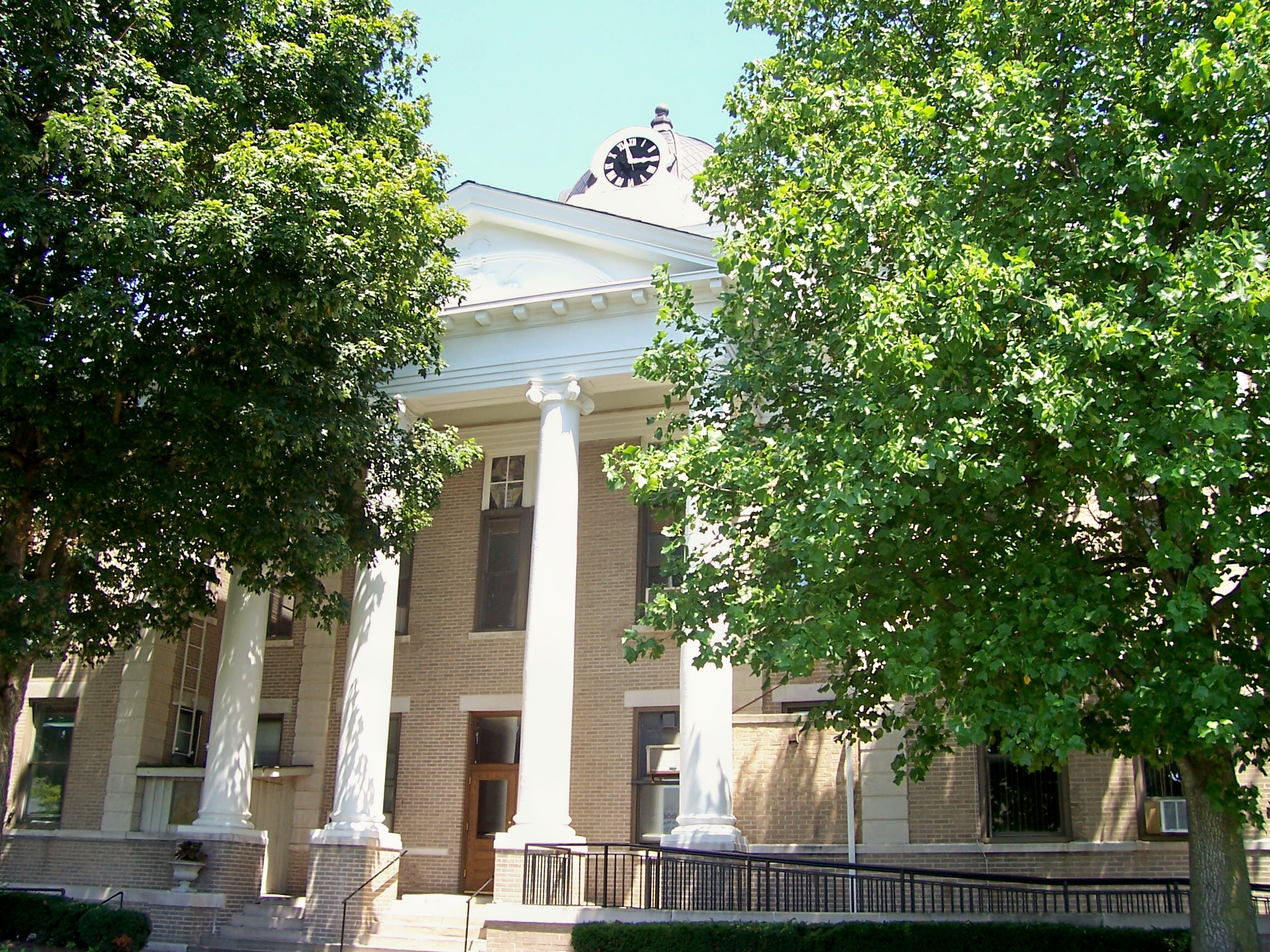
rechtbank